# Randolph (Vermont)
Randolph – miasto w Stanach Zjednoczonych, w stanie Vermont, w hrabstwie Orange.